# 발랄라이카

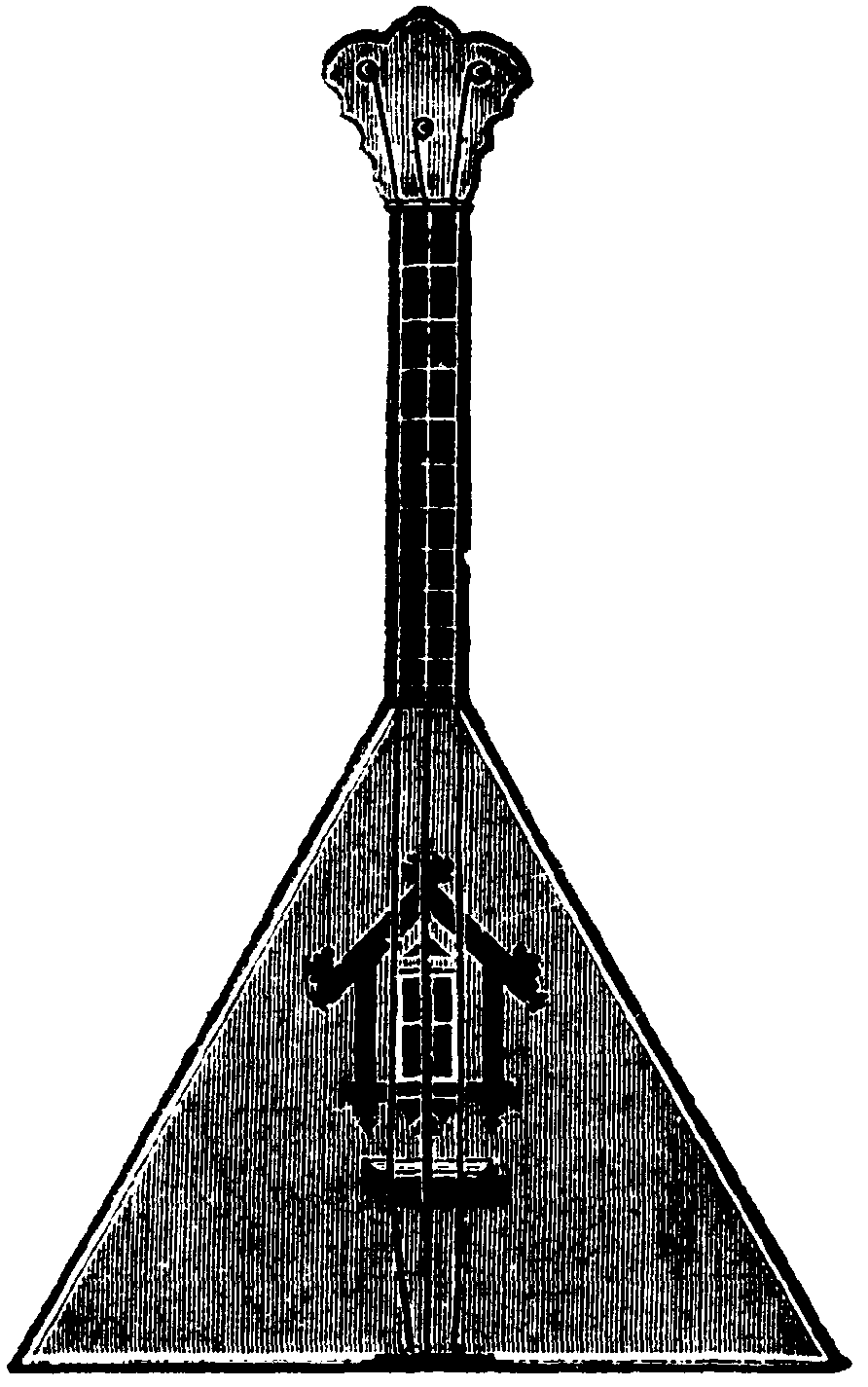

발랄라이카(러시아어: балала́йка, bəlɐˈlajkə)는 러시아 북부와 중부의 민속 악기로 발현악기의 일종이다. 기원은 류트계의 악기에서 분리된 것으로 몸통은 3각형이며 목제이다. 몸통은 넥이 있는 꼭짓점으로 갈수록 좁아진다. 프리마·세쿤다·알토·베이스·콘트라베이스의 5종류가 있다. 러시아의 민속악기 중 가장 대중적인 악기이다.
16세기 돔브라에서 생겨난 발랄라이카는 류트와 유사하며 삼각형의 몸통 4개에서 5개의 움직이는 프렛이 붙어 있는 긴 목, 늑재로 고정된 3줄의 거트 현과 단순한 줄감개 원반을 갖고 있다. 뒷면은 평평하며, 약간 아치형으로 된 얇은 공명판은 전나무 평판 네 장으로 만들어졌으며, 작은 울림 구멍이 뚫려 있다. 한 개 또는 여러 개의 울림 구멍을 가지며 이전에는 2줄, 지금은 3줄의 거트현으로 지판에는 프렛이 있어 손가락으로 탄다. 19세기 말에 상트페테르부르크의 음악가 바실 바실리예비치 안드레예프는 6개의 크기가 다른 3현의 발랄라이카를 설계했다. 안드레예프의 노력에 의해 발랄라이카는 민속 음악의 범주를 벗어나 밴드와 오케스트라에서 널리 사용되는 악기가 되었다.

## 같이 보기
- 깁슨 플라잉 V

## 참고 문헌
- 이 문서에는 다음커뮤니케이션(현 카카오)에서 GFDL 또는 CC-SA 라이선스로 배포한 글로벌 세계대백과사전의 내용을 기초로 작성된 글이 포함되어 있습니다.